# Stevens Barclais
Stevens Barclais (Montmorency, 9 luglio 1984) è un taekwondoka francese.

## Palmarès
- Mondiali

Puebla 2013: bronzo nei 63 kg;
- Europei

Montreux 2016: bronzo nei 63 kg.